# モビー・グレープ
モビー・グレープ（またはモビー・グレイプ、Moby Grape）は、1960年代後半に活動したアメリカ合衆国のサイケデリック・ロック・バンドである。
1966年、カリフォルニア州サンフランシスコにて結成。シングル「オマハ（Omaha）」が1967年の全米シングルチャート最高88位となり、のちに有名になる多くのミュージシャンに多大な影響を与えた。結成時の中心メンバーだったスキップ・スペンスは1999年に死去したが、他のメンバーは変遷を経て現在も活動を続けている。
ギターのジェリー・ミラーは、「ローリング・ストーンの選ぶ歴史上最も偉大な100人のギタリスト」において2003年は第73位にランクインしていたが、2011年の改訂版では削除された。

## 概要・来歴
カナダ出身のアレックス・スキップ・スペンス（以下「スキップ・スペンス」と略）はジェファーソン・エアプレインのドラマーとしてデビュー・アルバムに参加した後、立場に対する不満から1966年5月頃に脱退し、再びソロ活動に入って気ままな放浪旅行も楽しんでいた。その後、ジェファーソン・エアプレインのマネージメント業務を務め同年8月頃に権利濫用、越権行為を繰り返して職務不履行を理由に解雇されたマシュー・カッツから勧誘され、カッツの新たなバンドを結成するプランへの助言とその業務協力の申し出に応じることにした。
スキップ・スペンスはかつて渡り歩いた西海岸のフォーク・クラブで一緒になった仲間に呼びかけ、ジェリー・ミラー、ドン・スティーヴンソンとピーター・ルイスに、ルイスの友人ボブ・モズレーとモビー・グレープを結成した。メンバー全員がフォーク畑出身で、歌うことができ、またソングライターであるという共通点があった。
1966年11月4日、サンフランシスコのカリフォルニア・ホールでデビュー・ステージを踏む。5人が歌い、各楽曲の作者が次々とリード・ボーカルをとるブギやフォークロックのバラッドに、ギター・パートによってはダブル・リード・ギターを試行するアレンジなどが評判となっていった。大手レコード会社から引き合いが相次ぎ、コロムビア・レコードがアルバム4枚を制作発表する条件で契約を獲得。1967年3月に音楽プロデューサー、デヴィッド・ルビンソンのもとでスタジオ入り、6月7日にファースト・アルバム『モビー・グレープ』を発表。モントレー・ポップ・フェスティバルの6月17日夜の部への出演は聴衆に同業のミュージシャンを刺激し知名度は拡大する。アルバム『モビー・グレープ』にはポスターが添付され、同時に5枚のシングル盤が発売された。発売を記念して、新人としては異例のプレスを招いたパーティを行ったが、それらの宣伝活動が災いし、セールスは振るわなかった。反戦、反体制の時勢では大がかりな販売活動は大手企業の搾取感や反感を呼び、発売後に表ジャケットに写った「赤く染まる星条旗」や「ドン・スティーヴンソンの右手中指を立てる姿」が問題視されると未販売分は回収され、ジャケットを差し替えた再発売も販売不振に追い打ちをかけた。一方、イギリスではザ・ムーブが収録曲「Hey Grandma」をカバーし、セミ・プロ時代のロバート・プラントやジョン・アンダーソンが他の楽曲を取り上げるなど、ミュージシャン達から注目されていた。日本でははっぴいえんどが同アルバムから影響を受けたことをメンバーが公言している。
1968年4月3日、セカンド・アルバム『ワウ』発表。アルバムの表ジャケットにはメンバーの姿やバンド名の記載がないという奇抜なデザインで、初回限定ボーナス・トラックスとしてセッション・アルバム『グレープ・ジャム』が同封された2枚組という先駆的なパッケージは画期的だった。しかし斬新なアートワークと内容が不釣り合いな作品だった。彼等は元々、当時流行していたサイケデリックなアレンジを最小限に留めて、前作『モビー・グレープ』にみられるようなきちんとまとまった一曲を作り上げることを特徴としており、幻覚を追求した長尺曲の多かった他のバンドとは一線を画していた。しかし前作のセールス失敗からレーベル側が楽曲制作へ大幅に介入して、時代掛かったサイケデリック風味の大袈裟なアレンジ曲を増やし、突然SPレコードの回転数でプレイを求めるアナウンス以後、再生方法を変えるまで空転するLPレコードという仕様にしてしまった。
『ワウ』に収録された12曲の楽曲は前作同様に良作が揃っていたにもかかわらず、装飾過多、盛り過ぎは否めず、アレンジの錯誤から統一感を欠き、アルバム全体が歪められ、不本意な内容となった。1993年に発売された編集盤CD『ヴィンテージ〜ベスト・オブ・モビー・グレープ』に収録された数曲の初期テイクや、ライナーノーツに寄稿したモズレーの証言から当時の状況が垣間見られる。全5曲が収録された『グレープ・ジャム』はスキップ・スペンスの提案だったカントリー・ミュージック中心に据えたものから転じブルースロックで統一された。この一環で招聘されたアル・クーパー、マイク・ブルームフィールドは後に『スーパー・セッション』で大成功を修め、クーパーは『グレープ・ジャム』で発想を得たと後年語っている。
『ワウ』のセールス不振が露見し始めた頃、フィルモア・イーストでの公演の為に滞在していたニューヨークのアルバート・ホテルで、スキップ・スペンスがスティーヴンソンを探し、廊下にある消防救命用備品の突入用斧を振り回してドアを打ち破り徘徊する事件を引き起こした。彼はLSD乱用による統合失調症と診断され、麻薬法違反で起訴された後、病院に収容されてしまった。
音楽方針の舵取役だったスキップ・スペンスが不在の4人のまま、1968年4月から11月にかけて制作したサード・アルバム『Moby Grape '69』を1969年1月30日に発表。現場をかき乱していたカッツと彼等に付きまとったレーベルの干渉を排除してバンドの素顔を取り戻した作品となった。
同年2月のヨーロッパ公演を終え帰国すると任意で軍属志願したボブ・モズレーが脱退した。契約によるスケジュールで4作目の制作を迫られ、レーベルから低額な録音予算と期日を説明されナッシュビルに移動し、現地のセッション・ベーシストのボブ・ムーアを迎えて5月27日から29日までボブ・ジョンストンのプロデュースで録音を完了させた。アルバムは同年7月30日に『Truly Fine Citizen』として発売された。ジャケットは録音スタジオに勤務するガードマンの写真を用い、印税契約をめぐるカッツとの訴訟問題からソングライター・クレジットは架空の「Tim Dell'Ara」名義という状態だった。同年12月20日にフィルモア・オーディトリアムでのサンフランシスコ公演を終えて、彼等はとうとう解散状態に陥り、ジェリー・ミラーとドン・スティーヴンソンはリズム・デュークスに参加した。
1971年、プライベートな仲介によって5人の再結成が実現し、リプリーズ・レコードから突然『20グリニット・クリーク』が発表された。彼等はフィルモア・イーストなどで数回公演を行なった後、再度活動を休止した。

## その後
1972年、リプリーズ・レコードからボブ・モズレーがソロ・アルバムを発表。
2013年に至るまで、顔ぶれは入れ変えつつも様々なバンド名を用いた活動が続けられている。アルバムは、1976年のボブ・モズレー、ジェリー・ミラー、マイケル・ビーン（Michael Been）、ジョン・クラヴィオット（John Craviotto）によるファイン・ワイン（Fine Wine）名義のものなどがある。後述の訴訟問題から、1980年代以降、バンド名「モビー・グレープ」の使用に制約がかかり、メモリアル・バンドと称したり、
健康に問題があったスキップ・スペンスとモズレーの休養脱退もあり、ミラーやモズレーのソロ活動の延長で、サポート・ミュージシャンを得てかつての楽曲を演奏する公演するなどを繰り返している。

## 訴訟及び再発に関する問題
モビー・グレープは混乱続きだった1969年までの活動期間以降も、法廷闘争の渦中に立たされて、再発売はおろか、再評価される機会すら奪われた。カッツが所有するサンフランシスコ・サウンド・レーベル（San Francisco Sound）で権利の一部を持つ2枚をレコードやCDでそれぞれ数度、1972年にコロムビア・レコードから編集盤『Great Grape』、海外イギリスの再発専門レーベルのエドセル・レーベル（Edsel Records)による1986年の編集盤（『Murder in My Heart for the Judge』）に例外扱いでファースト・アルバム『モビー・グレープ』が曖昧な海外の配給販売権を借出して「版権調整中(Copyright Control)」と記入していた。ロックのレコードの再発ブームの中で、『ワウ』の粗悪な海賊コピー盤が出回る始末だった。
カッツによる訴訟権濫用から名称「モビー・グレープ」の使用差し止め制限が2006年まで続き、和解したとみられた2007年以降も 再発専門レーベルであるサンデイズド・ミュージックから発売されたファースト・アルバム『モビー・グレープ』のCDアートワークに対し権利侵害を申し立て翌年発売停止に追い込みアメリカ国内盤が途絶えるなど、混乱は収束していない。一方ではサンデイズド・ミュージックの努力によって、海賊盤による権利侵害が続いた1966年のウインターランド公演やヨーロッパ・ツアーにおけるオランダのR.A.I.公演などの音源が『Live』『The Great Lost Moby Grape Album』に収録されて正規音源として再発される、といった進展が得られた。
時間をおいてコロムビア・レコードと契約したイッツ・ア・ビューティフル・デイは、マッシュー
・カッツとバンドの会計営業業務を依頼したが演奏のブッキング内容仲介が不透明でカッツの職を解いたが、契約上楽曲の版権とアルバムに関する印税の契約は継続され、代表曲「ホワイト・バード」の扱いを巡ってレーベルが仲裁に入った。同曲は皮肉にもリーダーのデイビット・ラフラム（David LaFlamme）がカッツに押しつけられた低賃金の演奏営業活動を嘆いたことで生まれた楽曲だった。コロムビア・レコードは原契約条項にない点を突いて新たな契約を進めたので、カッツは報復として国内で同じ作品を製造販売する権利を押さえ、ジャケット・アート・ワークの海外販売版権に制約を加えた。『モビー・グレープ』とイッツ・ア・ビューティフル・デイのファースト・アルバムは1970年代後半以降、二、三度に亘って、開店休業状態のサンフランシスコ・サウンド・レーベルから別企業の資金提供で製造と販売が行われた。

## メンバー

### 現在のメンバー
- ピーター・ルイス (Pete Lewis) - リード・ボーカル、リード・ギター、リズム・ギター
- ボブ・モズレー (Bob Mosley) - リード・ボーカル、ベース

### 旧メンバー
- スキップ・スペンス (Skip Spence) - リード・ボーカル、ギター 1999年4月16日死去
- ドン・スティーヴンソン (Don Stevenson) - リード・ボーカル、ドラム
- ジェリー・ミラー (Jerry Miller) - ボーカル、メイン・リード・ギター 2024年7月20日死去　※ギブソン L-5 CES、グレッチ G6121などを愛用している。

## ディスコグラフィ

### スタジオ・アルバム
- 『モビー・グレープ』 - Moby Grape (1967年)
- 『ワウ』 - Wow/Grape Jam (1968年)
- Moby Grape '69 (1969年)
- Truly Fine Citizen (1969年)
- 『20グラニット・クリーク』 - 20 Granite Creek (1971年)
- Live Grape (1978年)
- Moby Grape '84 (1984年) ※『Silver Wheels』『The Heart Album』として再発あり
- Legendary Grape (1989年)[5]

### ライブ・アルバム
- 『ライヴ』 - Moby Grape Live (2010年)

### コンピレーション・アルバム
- Omaha (1971年)
- Great Grape (1973年)
- Murder in My Heart (1986年)[6] – compilation album of selections from Wow, Moby Grape '69 and Truly Fine Citizen.
- 『ヴィンテージ〜ベスト・オブ・モビー・グレープ』 - Vintage: The Very Best of Moby Grape (1993年)
- Crosstalk: The Best of Moby Grape (2004年)
- 『リッスン・マイ・フレンズ!』 - Listen My Friends! The Best of Moby Grape (2007年)
- The Place and the Time (2009年)